# Roman Zelenay (politik)
Roman Zelenay, též Roman Gabriel Zelenay (8. dubna 1952 Bratislava - 1. listopadu 1993 dálnice D2 u Lanžhotu), byl slovenský a československý politik, po sametové revoluci poslanec Sněmovny národů Federálního shromáždění za VPN, později za HZDS.

## Biografie
Narodil se do rodiny sportovního reportéra Gaba Zelenaye a jeho manželky, polské sportovní novinářky Danuty Swiatekové. Absolvoval Farmaceutickou fakultu Univerzity Komenského, kde do roku 1978 působil jako odborný asistent. Publikoval studie v oboru molekulární farmakologie a genealogie. K roku 1990 se profesně uvádí jako překladatel.
V lednu 1990 zasedl v rámci procesu kooptací do Federálního shromáždění po sametové revoluci jako bezpartijní poslanec, respektive poslanec za VPN, do slovenské části Sněmovny národů (volební obvod č. 150 - Vranov nad Topľou, Východoslovenský kraj). Mandát obhájil za VPN ve volbách roku 1990. Po rozkladu VPN přešel do roku 1991 do poslaneckého klubu HZDS. Za HZDS byl opětovně zvolen ve volbách roku 1992. Ve Federálním shromáždění setrval do zániku Československa v prosinci 1992. V tomto posledním volebním období zastával post místopředsedy Federálního shromáždění.
Byl stoupencem slovenské svrchovanosti a nezávislosti. Historik Jan Rychlík uvádí, že mu Zelenay zpětně v soukromém rozhovoru sdělil, že slovenská samostatnost pro něj byla hodnotou sama o sobě a že případné ohledy na ekonomické komplikace plynoucí ze zániku společného státu byly pro něj i většinu kolegů z HZDS až druhořadé. 4. srpna 1992 se Roman Zelenay a Vladimír Mečiar nicméně účastnili na schůzce HZDS a představitelů české opozice, kde se probíraly možnosti alternativního řešení státoprávního uspořádání. HZDS se vyjádřilo vstřícně ohledně požadavku české opozice vypsat referendum, naopak česká strana nevyloučila variantu česko-slovenské unie, prosazovanou HZDS. Šlo ale jen o nezávazné konzultace, které neměly vliv na výsledný scénář zániku Československa, protože Občanská demokratická strana nedovolila HZDS coby koaličnímu partneru na federální úrovni odklon od přijatého scénáře vzniku dvou samostatných států. 25. listopadu 1992 to pak byl Roman Zelenay coby předsedající schůzi Federálního shromáždění, kdo ohlásil výsledek hlasování, v kterém byl definitivně schválen zákon o rozpadu ČSFR.
V rámci HZDS zastával funkci místopředsedy a patřil mezi spojence Vladimíra Mečiara. Od dubna 1993 byl státním tajemníkem Ministerstva kultury Slovenské republiky. Byl předsedou Slovenské genealogicko-heraldické společnosti při Matici slovenské, na jejímž založení se podílel. Zemřel v listopadu 1993 na služební cestě do německé Míšně, kde se měl zúčastnit konference Východ-Západ, při nehodě na dálnici D2. Na česko-slovenském hraničním přechodu Lanžhot, po přejetí řeky Moravy, narazil v prostoru české celnice řidič jeho služebního vozu ve velké rychlosti do jednoho z nákladního vozů, které čekaly na celní odbavení. Zelenay, sedící na zadním sedadle, z auta při nárazu vypadl a na místě podlehl následkům zranění hlavy.